# إيليا يريومينكو
إيليا يريومينكو هو لاعب كرة قدم روسي في مركز حراسة المرمى، ولد في 24 نوفمبر 1998 في أومسك في روسيا. لعب مع FC Irtysh Omsk ‏.

## وصلات خارجية
- إيليا يريومينكو على موقع Soccerway.com (الإنجليزية)